# The Dinosauria
The Dinosauria é um extenso livro sobre dinossauros, compilado por David B. Weishampel, Peter Dodson e Halszka Osmólska. Foi publicado em duas edições, com a primeira edição publicada em 1990, consistindo de material de 23 cientistas. A segunda edição, bastante revisada, foi publicada em 2004, com material de 43 cientistas. Ambas as edições foram publicadas pela University of California Press.
O livro cobre uma ampla gama de tópicos sobre dinossauros, incluindo sua sistemática, anatomia e história. Foi elogiado como "o melhor trabalho de referência acadêmica disponível sobre dinossauros" e "um compêndio de informações sem paralelo histórico" e por Padian (1991) como um "trabalho monumental" que apresenta o trabalho de 23 especialistas em dinossauros: "um clássico instantâneo".

## Edições
- Weishampel, D. B., Dodson, P., & Osmólska, H. (1990). The Dinosauria. Berkeley: University of California Press.[2][4][5]
- Weishampel, D. B., Dodson, P., Osmólska, H., & Hilton, Richard P. (2004). The Dinosauria. Berkeley: University of California Press.[6][7][8][9]